# 70782 Vinceelliott
70782 Vinceelliott è un asteroide della fascia principale. Scoperto nel 1999, presenta un'orbita caratterizzata da un semiasse maggiore pari a 2,6049530 UA e da un'eccentricità di 0,1267705, inclinata di 2,92696° rispetto all'eclittica.